# Lo Prado
Lo Prado es una comuna ubicada en el sector norponiente de la ciudad de Santiago, capital de Chile. Fue fundada en 1981 a partir de la división de la comuna de Barrancas. 

## Toponimia
Su nombre provenía de la familia aristócrata León Prado, que habitaba el sector a finales del siglo XIX, en lo que hoy es la Villa Jardín Lo Prado. En aquella época el prefijo "Lo" era una forma lingüística que denotaba buena estirpe.

## Historia

### SigloXIX
En las últimas décadas del siglo XIX el flujo migratorio hacia Santiago adquirió magnitudes crecientes. Este hecho, más el crecimiento vegetativo experimentado en la ciudad modificó drásticamente la configuración demográfica y espacial de la urbe.
La expansión de la ciudad ocasionó no sólo la paulatina urbanización de las aldeas campesinas y predios agrícolas inmediatamente adyacentes al límite urbano, sino que implicó modificaciones en la dominación de ciertos lugares.
Mientras sucedía aquel fenómeno, bajo la administración del Presidente Federico Errázuriz y a petición de los vecinos de las subdelegaciones 13 “Pudahuel” de la comuna de Maipú y 14 “Pudahuel” de Renca, el gobierno creó una nueva comuna ubicada a unos seis kilómetros al norponiente del centro de la ciudad, que pasó a llamarse de igual manera que el antiguo caserío rural de Las Barrancas.

### SigloXX
En forma paralela al nacimiento de la comuna de Las Barrancas, el borde poniente de la ciudad de la que más tarde sería la comuna de Quinta Normal, se desplazó hacia fundos y quintas de manera inusitadamente rápida. La absorción de las áreas suburbanas no fue un proceso exclusivo de aquella zona de la ciudad. A lo largo de toda la periferia urbana, corredores de propiedades o antiguos propietarios agrícolas, con un patrón similar de acción, construyeron poblaciones, alquilaron o simplemente vendieron sitios, en muchas oportunidades con facilidades de pago y a bajos precios, a empleados, artesanos y obreros dispuestos a establecerse en zonas bien provistas de productos hortifrutículas, conectadas al sistema de transporte colectivo y que en último caso ofrecía aire más limpio que el de muchos barrios de la urbe.
La formación de poblaciones se convirtió en uno de los procesos más novedosos y relevantes en la mecánica de expansión de la periferia. Si bien, en el caso de la comuna de Las Barrancas dicho fenómeno se inició en 1897, fue a lo largo de los primeros años del siglo XX que el municipio de Las Barrancas comenzó a recibir, sistemáticamente, diversas peticiones provenientes de poblaciones ubicadas al oriente de la comuna, en las que se solicitaba a la autoridad edilicia que tuviera a bien implementar algunos servicios básicos debido a que las agrupaciones de viviendas y calles se encontraban ya constituidas.
La actividad inmobiliaria afectó secundariamente a la comuna rural de Las Barrancas, sin embargo, es necesario mencionar que la prensa local de la época, publicó una serie de anuncios comerciales en los que se ofrecían “Casitas para obreros" : 

"Arriendo casitas para obreros, cómodas, higiénicas y baratas”
 Prensa Escrita

 Información que refleja la intensidad y extensión del desplazamiento a partir de 1910, iniciado por los sectores medios y grupos de trabajadores, que junto a otros antecedentes que se disponen en 1916, nos indican que algunos parajes ubicados al poniente y norponiente de la ciudad acogieron una cantidad de “obreros” y “Gente de trabajo”, que con su presencia vino a modificar la configuración exclusivamente agrícola de la comuna.
En todo su proceso de desarrollo, la esencia rural de la comuna no cambió y prueba de ello fue la demanda encabezada por un grupo de antiguos vecinos y nuevos residentes, a través de la cual exigieron al gobierno local una mayor protección policial para hacer frente a una verdadera ola de robos y asesinatos llevados a cabo por bandoleros, cuatreros y delincuentes que habían tomado Las Barrancas como “campo de sus crímenes y salteos”

### Creación de la comuna
La comuna de Lo Prado nace por el decreto con fuerza de ley N° 1-3.260 del 17 de marzo de 1981, a partir de la Reforma Administrativa (Ley de Descentralización de Comunas) impulsado por la dictadura militar que dirigía el país en esa época. Su territorio se originaba a partir de la subdivisión de la comuna de Pudahuel, cuya superficie se distribuyó en tres nuevas comunas: Lo Prado, Cerro Navia y Pudahuel.
Anterior a esa fecha y desde el tiempo de la colonia, el sector fue conocido como Las Barrancas, zona rural y acceso obligado para dirigirse a Valparaíso. En el Gobierno de José Manuel Balmaceda (1886 – 1891), se aprobó la Ley que creó las comunas autónomas, naciendo de esto un trazado de cerca de 210 kilómetros, cuyos límites fueron al norte Renca y Quinta Normal, al Sur Maipú, al Este Santiago y al oeste Curacaví. Así se conformó la comuna de Barrancas, sector principalmente agrícola, lleno de haciendas y chacras.
En 1931, se construye el primer edificio donde funcionaría la Municipalidad de Barrancas, ubicado en Avenida la Estrella. Desde el año 1943 comienza la explosión demográfica de la comuna. Se empiezan a inscribir en el Municipio los primeros loteos (Población Lautaro, Villa Blanqueado, Jardín Lo Prado). Posteriormente, comienzan a instalarse los primeros centros médicos; el primer retén de carabineros y las primeras quintas de recreo. Hacia el año 1960 empiezan a construirse las viviendas “CORVI”, y también conjuntos habitacionales más residenciales como es el caso de las Villas California, Ecuador, Kennedy y Cardenal Frings.
Cabe destacar que este periodo está marcado por el nacimiento de grandes organizaciones vecinales, encargadas de crear distintos “comités de adelanto”, en busca de soluciones habitacionales a los distintos sectores en donde existían las denominadas “tomas de terrenos”, de pobladores que solicitan ayuda para la obtención de una vivienda, con la cual poder darles a sus familias un hogar más digno. La comunidad también proponía la creación de programas que planteaban la construcción de casas en conjunto con el apoyo de las autoridades de la comuna de lo prado .
El desarrollo avanza hacia el sector. Ya en 1968 comienza la construcción de la Primera etapa del Metro, que en la actualidad llega hasta las avenidas San Pablo con Neptuno. El 13 de octubre de 1975, por Decreto Ley Nº1.208, se cambia el nombre de Barrancas por el de Pudahuel, pero más tarde, en 1981 aparece publicado en el Diario Oficial, la Ley de Descentralización de Comunas, por la cual la comuna de Pudahuel es subdividida y se crean dos nuevas comunas: Cerro Navia y Lo Prado, a esta última, le fue anexado un sector de la comuna de Quinta Normal y un pequeño tramo de la comuna a de Maipú. Con ello, se formula el Decreto con Fuerza de Ley N°1-3260 con lo que Lo Prado se convierte oficialmente en una comuna autónoma. Finalmente, el 4 de diciembre de 1984 se establece la Municipalidad de Lo Prado, en conformidad a la Ley Nº8.294. 
Actualmente la comuna limita al norte con Cerro Navia y Quinta Normal, utilizando como frontera la calle Los Arrayanes, Avenida San Francisco y Avenida Camino de Loyola. Hacia el este, se limita con Quinta Normal y Estación Central, marcado por la Avenida Las Rejas Norte. Por el oeste, colinda con la comuna de Pudahuel, a lo largo de la Avenida Teniente Luis Cruz Martínez. Finalmente, al sur, se encuentra con Pudahuel y Estación Central, a través de la Avenida General Óscar Bonilla y Avenida Libertador Bernardo O'Higgins.

## Medio ambiente

### Geomorfología y componentes abióticos

Trazado simplificado de los ecosistemas y cuerpos de agua presentes en la comuna de Lo Prado.

La comuna de Lo Prado se encuentra emplazada en la unidad geomorfológica de Cuenca de Santiago; y presenta según la clasificación climática de Köppen clima mediterráneo de lluvia invernal (Csb). Esta además se halla en la cuenca hidrográfica de río Maipo. La comuna no posee diversos cuerpos de agua relevantes.

### Componentes bióticos
Dentro del territorio de la comuna se podrían hallar los siguientes ecosistemas; sin embargo, debido a que la totalidad de su superficie se halla urbanizada, no existen vestigios de zonas naturales sin intervención humana:
- Bosque espinoso mediterráneo interior donde predominan Acacia caven y Prosopis chilensis (Vulnerable)

### Medidas de protección ambiental y conflictos socioambientales
Hasta 2022, la comuna de Lo Prado no cuenta con áreas territoriales destinadas a la protección ambiental.

## Demografía
La comuna tiene según el censo del año 1992 una población de 110.396 habitantes y una densidad de 16477,01 hab./km².

### Calidad de Vida
De acuerdo al estudio de Índice de Calidad de Vida Urbano realizado en 2016 por la CCHC junto con la Universidad Católica, ubica a Lo Prado en una de las peores comunas para vivir, dejando a Lo Prado en el puesto 81 de 99 comunas consideradas en este ranking. El análisis contempla ámbitos como vivienda, salud, medio ambiente, condiciones socioculturales, ambiente de negocios, condición laboral, conectividad y movilidad, a través de una serie de mediciones.

### Sectores
- Villa San Pablo
- Villa Blanqueado
- Barrio Blanqueado
- Población Lautaro
- Jardín Lo Prado
- Villa California
- Villa Ecuador
- Villa Kennedy
- Villa Cardenal Frings
- Villa Londres
- Villa Santa Anita
- Villa Los Poetas
- Población Juan Pablo II
- Población Miraflores
- Villa Diego Portales
- Villa Caupolicán
- Villa Universidad Gabriela Mistral
- Villa Parque Alameda
- Población Libertador
- Villa Los Maitenes
- Población Esmeralda
- Población Norteamérica
- Villa Arturo Prat
- Población La Cañada Norte
- Las Palmas de Alameda
- Población Manuel Rodríguez
- Población Golda Meir
- Villa Coronel Bueras
- Villa Prominco

## Administración

### Municipalidad
La Ilustre Municipalidad de Lo Prado es dirigida en el periodo 2024-2028 por el alcalde Maximiliano Ríos Galleguillos (PPD), quien es asesorado por los concejales:
- Santiago Guerra Sepúlveda (PCCh)
- Paola Sandoval Sepulveda (FA)
- Braulio Alexis Camilo Díaz (Ind.-PS)
- Marco Orellana Barra (PPD)
- Diego Pérez Cabrera (Ind.-PPD)
- Miguel Antonio Rojas Villarroel (PDG)
- Juan Labra Sanhueza (RN)
- Cesia Bianca Riccio Cuba (REP)

### Representación parlamentaria
Lo Prado pertenece al Distrito Electoral n.º 9 y a la 7ª Circunscripción Senatorial (Región Metropolitana). Es representada en la Cámara de Diputados del Congreso Nacional por los diputados Karol Cariola Oliva (PCCh), Érika Olivera de la Fuente (Ind/RN), Andrés Giordano Salazar (Ind/RD), Maite Orsini Pascal (RD), Jorge Durán Espinoza (RN), Boris Barrera Moreno (PCCh) y José Carlos Meza (PRCh) en el periodo 2022-2026. A su vez, en el Senado la representan Fabiola Campillai Rojas (Ind), Claudia Pascual (PCCh), Luciano Cruz Coke (EVOP), Manuel José Ossandon (RN) y Rojo Edwards (PRCh) en el periodo 2022-2030.

## Economía
En 2018, la cantidad de empresas registradas en Lo Prado fue de 963. El Índice de Complejidad Económica (ECI) en el mismo año fue de 1,01, mientras que las actividades económicas con mayor índice de Ventaja Comparativa Revelada (RCA) fueron Elaboración y Conservación de Frutas, Legumbres y Hortalizas (36,56), Almacenes Medianos para Venta de Alimentos, Supermercados y Minimarkets (28,82) y Alquiler de Mobiliario para Eventos (23,9).

## Servicios públicos

### Seguridad
Lo Prado depende del Cuerpo de Bomberos de Quinta Normal en el control de incendios y emergencias, contando con una compañía en la comuna:
- Cuarta Compañía «Bomba René Schneider Chereau»

Con respecto a orden público y seguridad ciudadana, la 44.ª Comisaría Lo Prado es una unidad policial de Carabineros de Chile dependiente de la Prefectura Santiago Occidente.

## Cultura
La oferta cultural de la comuna es dirigida por la Fundación Centro Cultural Lo Prado, una Fundación de Derecho Privado, sin fines de lucro.

### Lo Prado TV
Lo Prado TV es un canal digital administrado por la Municipalidad de Lo Prado, una comuna ubicada en la Región Metropolitana de Santiago, en Chile. Este canal se dedica a la difusión de noticias, cultura y otros contenidos de interés para la comunidad local.
El objetivo principal de Lo Prado TV es mantener informada a la población acerca de los acontecimientos relevantes que ocurren en la comuna de Lo Prado. A través de este medio de comunicación, se busca proporcionar noticias actualizadas sobre eventos, actividades, programas y proyectos que se llevan a cabo en el ámbito local.
Además de la difusión de noticias, Lo Prado TV también se enfoca en promover la cultura y el patrimonio de la comuna. Se realizan programas especiales que resaltan la historia, las tradiciones, el arte y las expresiones culturales de Lo Prado.

## Transporte

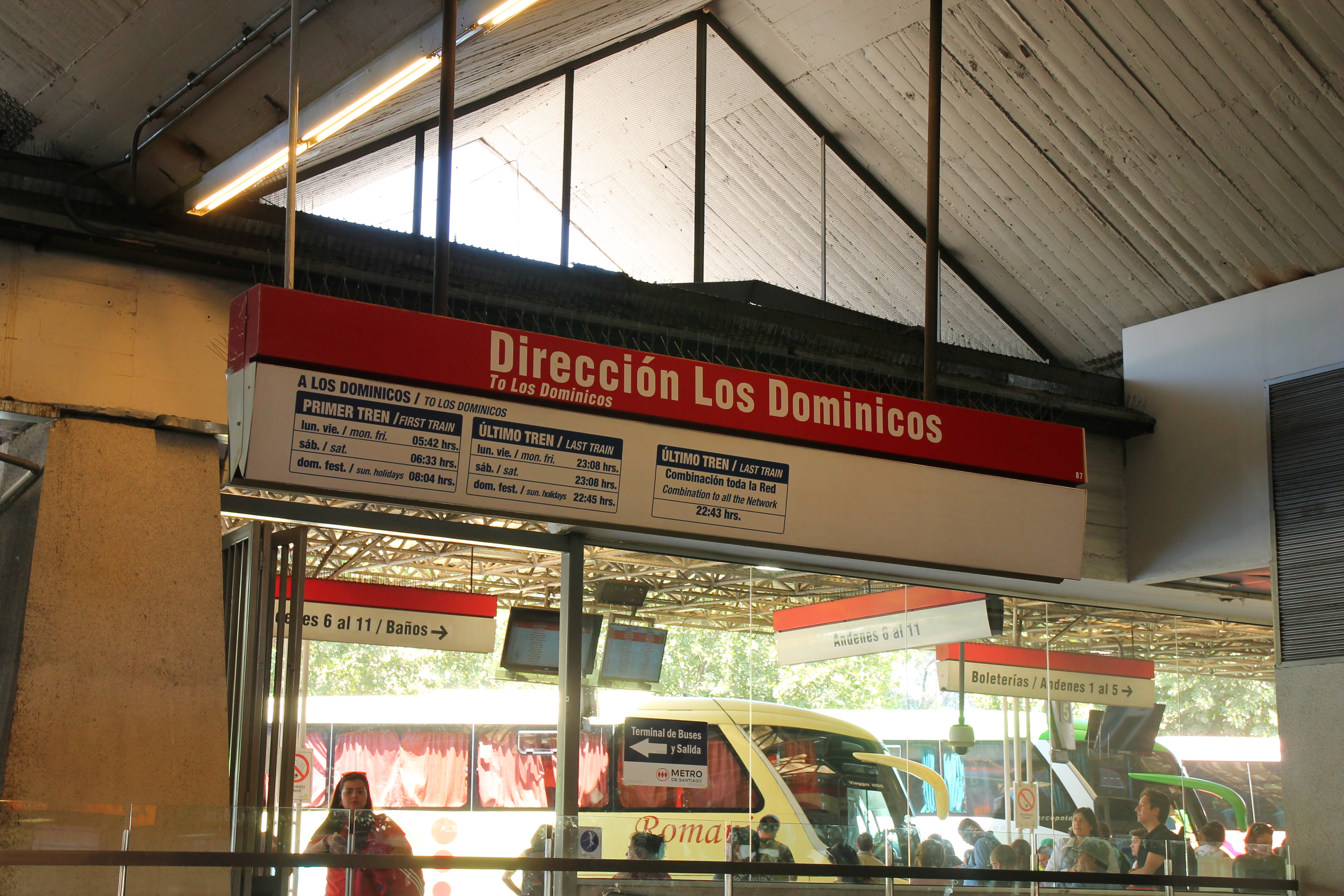
Estación Pajaritos, 2019.

### Metro de Santiago
La comuna cuenta desde 1975 con cuatro estaciones de la Línea 1 del Metro de Santiago, dos de la Línea 5 desde enero de 2010 convirtiendo a la comuna en una de las más beneficiadas con este medio de transporte.
Existen seis estaciones del Metro de Santiago en la comuna, donde una es combinación, las cuales corresponden a 2 líneas:
- Línea 1: San Pablo • Neptuno • Pajaritos • Las Rejas

- Línea 5: San Pablo • Lo Prado